# Kőbánya-Kispest (métro de Budapest)
Kőbánya-Kispest est une station du métro de Budapest. Elle est sur la   et fait la liaison entre Budapest et l'aéroport via la ligne de Bus 200E.

## Historique de la station
La station a ouvert le 20 avril 1980.